# Xavier
Xavier és un prenom masculí en català. La forma femenina, molt menys comuna, és Xaviera. Sovint, es fa servir el diminutiu, que és Xavi o Xevi. És molt habitual que persones que tenen el nom oficial Francesc Xavier, el redueixin a Xavier. A la primeria del segle xxi obtenia el rang 26 dels noms més populars de Catalunya.
És el cognom d'un sant que s'ha transformat en nom, per la popularitat del jesuïta i sant Francesc Xavier, originari de la població de Xabier. Segons alguns el nom del poble, aleshores al Regne de Navarra, provindria de l'èuscar etxe berri, que significaria casa nova, però aquesta etimologia és controvertida. Isaac López-Mendiábal proposa l'etimologia itxas-berri, en la qual itxas (itsas) significa ginesta i el substantiu berri que significa bosc, i no pas l'adjectiu berri que significa nou.
Se celebra sant Francesc Xavier el 3 de desembre.

## En altres llengües
- Alemany: Xaver
- Anglès: Xavier
- Aragonès: Chabier
- Asturlleonès: Xabel
- Castellà: Javier
- Esperanto: Ksavero
- Èuscar: Xabier, Xabi, Etxeberri
- Francès: Xavier
- Gaèlic irlandès: Savy
- Galaicoportuguès: Xabier, Xavier
- Italià: Saverio
- Polonès: Ksawery